# Budovatelská strategie

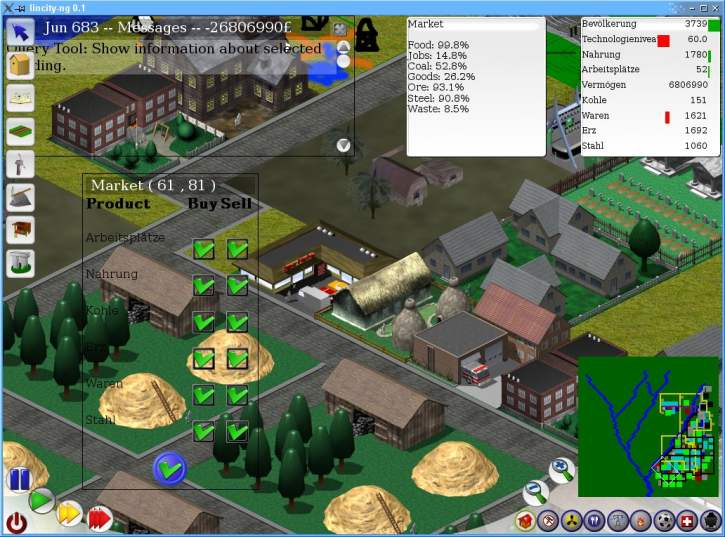
Příklad budovatelské strategie: snímek obrazovky (screenshot) ze hry Lincity-NG (hra je vydávána jako Open-source software, pod licencí GPL).

Budovatelská strategie je podžánr strategické počítačové hry, ve které se hráč soustředí na budování (a ekonomiku) místo na boj. Nejtypičtější představitelé jsou hry, ve kterých hráč jako plánovač a vůdce řídí město a usiluje o jeho rozkvět. Pohled na město bývá zobrazen z ptačí perspektivy. Na centrální město může být navázáno i řízení vztahů s okolím (jinými městy, zeměmi), které se realizuje zpravidla na zvláštní dvourozměrné mapě. Hráč rozhoduje o umístění budov, pracovních prioritách, struktuře rozpočtu, vývozu, dovozu a podobných záležitostech, zatímco vlastní činnost (stavba budov, těžba surovin) je prováděna autonomně obyvateli města, které hráč nemůže přímo ovládat (tzv. NPC). Hráč jim svojí řídící činností na globální úrovni vytváří podmínky a stimuluje je k určitým aktivitám.
Kromě stavění měst se do budovatelských strategií řadí i další ekonomické simulace jako Transport Tycoon. Příbuznou kategorií jsou hry na boha, ve kterých je hráč bohem starajícím se o své věřící: některé z nich ovšem přes rozsáhlé budovatelské prvky mohou mít bojový cíl.

## Charakteristické rysy
Od ostatních počítačových her se budovatelské strategie odlišuje těmito prvky:
- cílem hry je vybudování silné ekonomiky a „kvalita budování“, to je vysoká kvalita života ve městě, kvalitní dopravní síť a podobně
- ve hře lze pokračovat i po dosažení cílů konkrétního scénáře či kampaně
- hráč nemůže přímo ovlivňovat jednotlivé lidi (obyvatele města či zákazníky)
- hráč řídí hru akcemi na "globální" úrovni (rozhodování o typu výstavby, rozpočtu, vztazích k okolí města)
- i když v některých hrách jsou obsaženy i vojenské prvky, důraz je vždy kladen na sílu hospodářství: zničení nepřítele nepatří mezi cíle hry

Při budování města musí hráč uspokojovat potřeby a přání obyvatel budováním zařízení pro zabezpečení jídla, vody, ubytování, pracovních příležitostí, zdraví, bezpečnosti, duchovních potřeb a zábavy. Je-li úspěšný, obyvatelé města zvyšují svoji životní úroveň a mají vyšší požadavky na kvalitu života (luxusní zboží, zábava, kultura, snižování znečištění životního prostředí apod.).

## Vznik a vývoj žánru
Za předchůdce žánru budovatelských strategií lze považovat hru Utopia z roku 1982. Z důvodů tehdejších technických omezení zobrazovala dva ostrovy a na každém z nich bylo asi 16 míst k vybudování škol, továren apod. Hráčovo skóre se odvíjelo od kvality života obyvatel ostrovů. První plnohodnotnou budovatelskou strategií byla však až hra SimCity z roku 1989, která na rozdíl od jiných her zaměřených na docílení vítězství umožnila soustavné budování města, v němž se mohly odrazit hráčovy představy, a to jak ohledně vlastní podoby města, tak i ohledně způsobu zajištění jeho hospodářské prosperity. Dosažení konkrétních požadavků k vítězství bylo nahrazeno jinými indikátory úspěchu – vyrovnaným rozpočtem a spokojeností obyvatel města. Popularita hry umožnila vznik dalších pokračování.
Další rozmach popularity budovatelských strategií je spojen se hrou Caesar z roku 1993. Ve hře se buduje starověký Řím, elektřina a hromadná doprava SimCity je nahrazena akvadukty a cestami. Na úspěch hry navázala další pokračování (Caesar II v roce 1996, Caesar III v roce 1998 a Caesar IV v roce 2006) a další hry zasazené do starověku jiných národů:
- Egypt: Pharaoh (1999) s rozšířením Queen of the Nile: Cleopatra (2000), Immortal Cities: Children of the Nile (2004)
- Řecko: Master of Olympus – Zeus (2000) s rozšířením Master of Atlantis – Poseidon (2001)
- Čína: Emperor: Rise of the Middle Kingdom (2002)

V roce 1993 byla také vydána hra Stronghold, která byla uváděna jako spojení SimCity a Dungeons & Dragons v 3D. Hra obsahovala prvky realtimové strategie v situaci, kdy město bylo napadeno nepřáteli, v budovacích fázích bylo možno stavět jedinečné budovy lidí, elfů a trpaslíků. Po technické stránce se nejednalo o skutečné trojrozměrné zobrazení, hra pouze chytrým způsobem využívala možností dvojrozměrné grafiky.

## Populární budovatelské strategie
- série Cities: Skylines (Cities: Skylines a Cities: Skylines II)
- série SimCity
- série Caesar

### Ekonomické simulace
- Transport Tycoon